# Liaqatabad
Liaqatabad é uma cidade do Paquistão localizada na província de Punjab.